# Station Woolwich
Station Woolwich is een ondergronds spoorwegstation dat tussen 2012 en 2021 gebouwd is in Woolwich in het zuidoosten van de Britse metropool Groot-Londen. Het station was in 2020 zo goed als gereed, maar door de vertraging in de oplevering van de Elizabeth line is het pas op 24 mei 2022 in gebruik genomen.

## Geschiedenis
Het nieuwe station, dat speciaal voor de zuidoostelijke tak van de nieuwe, snelle spoorlijn Crossrail van Transport for London werd gebouwd, ligt in een tunnel die vanaf North Woolwich onder de rivier de Theems door naar Plumstead loopt. Het station ligt op het terrein van Royal Arsenal, tussen de A206 en de Theems. Op ongeveer 200 m afstand, aan de andere kant van de A206, ligt het Southeastern- en DLR-station Woolwich Arsenal. Tussen de twee stations bestaat geen directe, ondergrondse looproute.
De bouw van Station Woolwich was lange tijd onzeker vanwege de hoge bouwkosten (£162 miljoen) en de risico's in verband met het vrij diep (15 m) aan te leggen station. In de oorspronkelijke plannen van Crossrail was om die reden geen station in Woolwich voorzien. In 2007 stelde een parlementaire commissie voor om het station toch te bouwen. Overleg tussen de verantwoordelijke minister, Greenwich Royal Borough Council en Berkeley Homes (de projectontwikkelaar) leidde in 2011 tot een herziening van de Crossrail Act uit 2008, waardoor het station vanaf 2012 kon worden gebouwd. De ruwbouw van het ondergrondse deel van het station werd betaald door de projectontwikkelaar van Royal Arsenal Riverside, die in ruil daarvoor appartementen mocht bouwen boven het station. Vooruitlopend op de opening van de Elizabeth line gingen in de nabijheid van het nieuwe station meerdere grootschalige bouwprojecten van start.

## Ligging en inrichting
Het entreegebouw van het station ligt boven de westzijde van de 256 m lange stationstunnel, centraal gelegen in Royal Arsenal aan het Dial Arch Square. De entree is voorzien van een bronzen luifel met decoraties die verwijzen naar de voormalige munitiefabrieken in het gebied. Aan de noordzijde van het station zijn geperforeerde panelen aangebracht, die herinneren aan de militaire geschiedenis. Aan de oostzijde van de stationstunnel bevindt zich een 13 m hoog ventilatiegebouw, waarin drie 800 kVA ventilatoren. Het perron is ongeveer 250 m lang  en zijn voorzien perrondeuren. Het perron is met een lift en een roltrapgroep van drie roltrappen verbonden met de stationshal.

## Reizigersdienst
Het was oorspronkelijk de bedoeling dat het centrale deel van de Elizabeth line, zoals Crossrail 1 vanaf de opening heet, operationeel zou zijn vanaf december 2018. Medio 2018 werd bekend dat deze doelstelling niet gehaald zou worden. Na een aanvankelijk uitstel tot najaar 2019, werd gaandeweg duidelijk dat ook dit onrealistisch was. De proefritten begonnen pas eind november 2021 zodat de opening tot 2022 werd uitgesteld. Begin mei 2022 maakte Crossrail bekend dat het centrale deel van de lijn – waaronder Station Woolwich – op 24 mei 2022 zou open gaan. De eerste maanden zal er geen dienstregeling op zondag zijn en reiden treinen niet verder dan Paddington. In het najaar van 2022 wordt de dienstregeling uitgebreid naar Shenfield, Reading en de luchthaven Heathrow. Tijdens de spits vertrekt vanaf Station Woolwich elke vijf minuten een trein richting Canary Wharf, de City en het West End. Het eerstvolgende station in westelijke richting is Custom House; oostwaarts ligt slechts één station: Abbey Wood. In tegenstelling tot Woolwich zijn deze beide stations bovengronds.

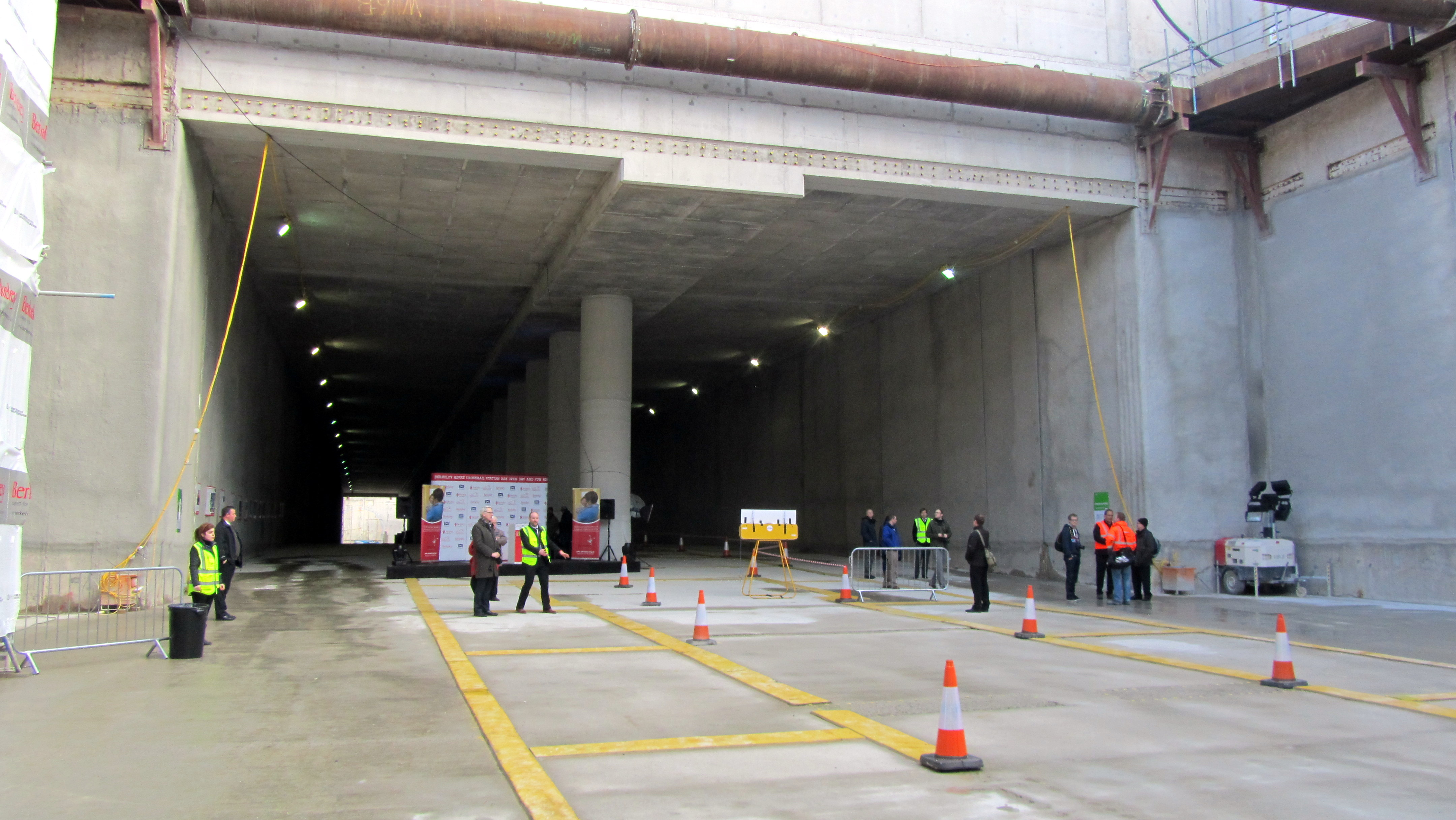
De ruwbouw van het station, 2013
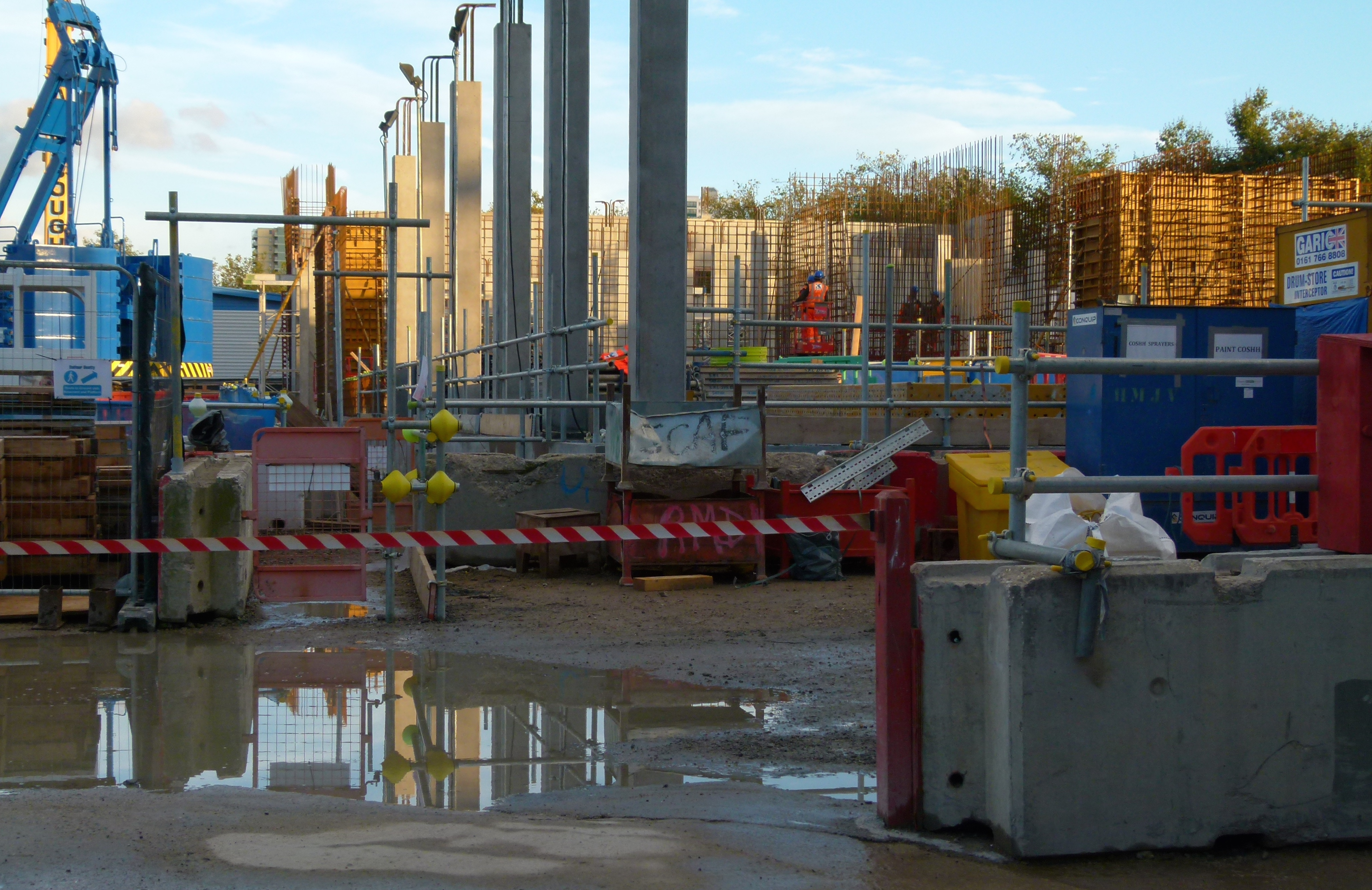
Oostelijke bouwput (ventilatiegebouw), 2015
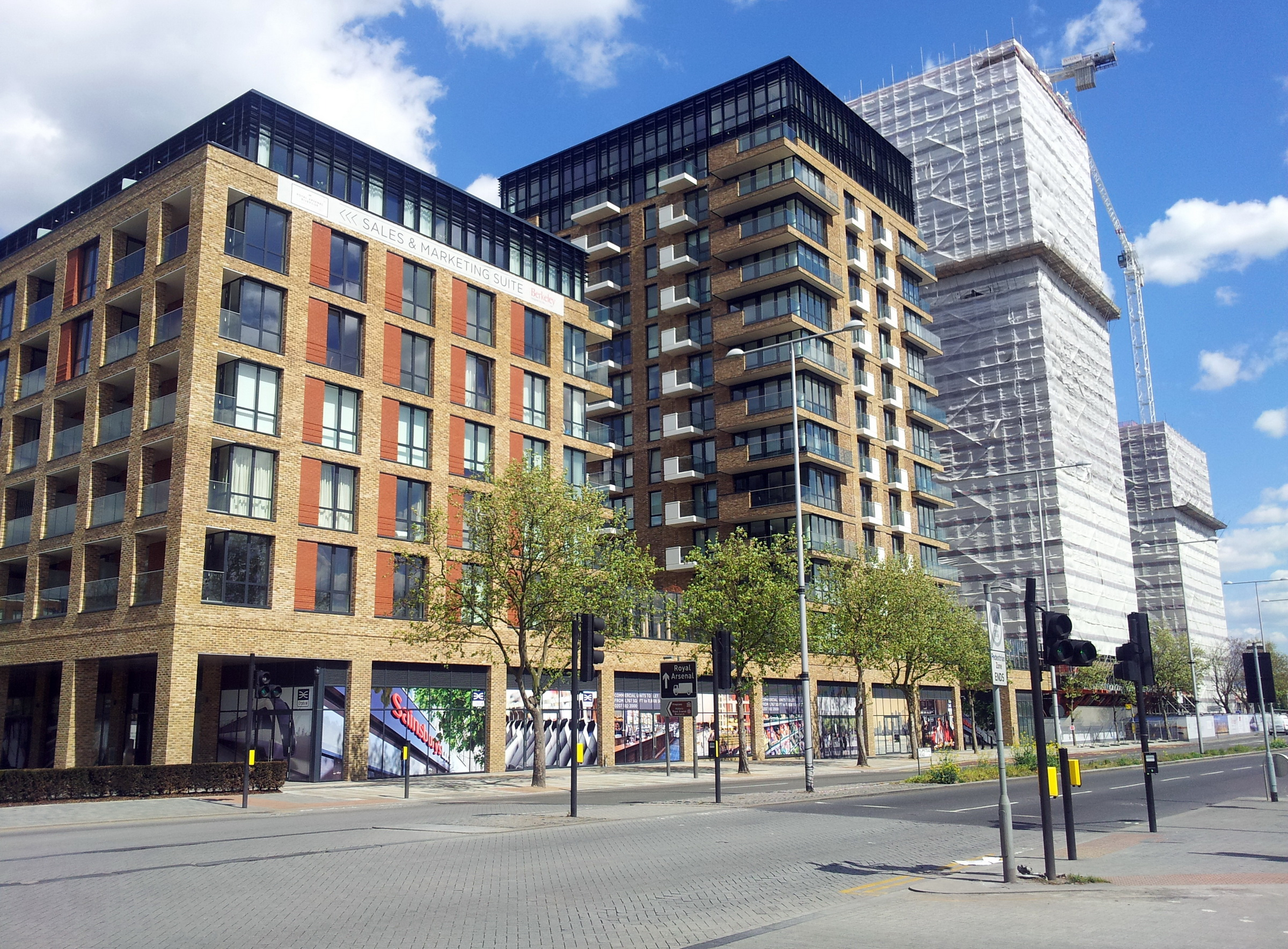
Vastgoedontwikkeling boven het station, 2015
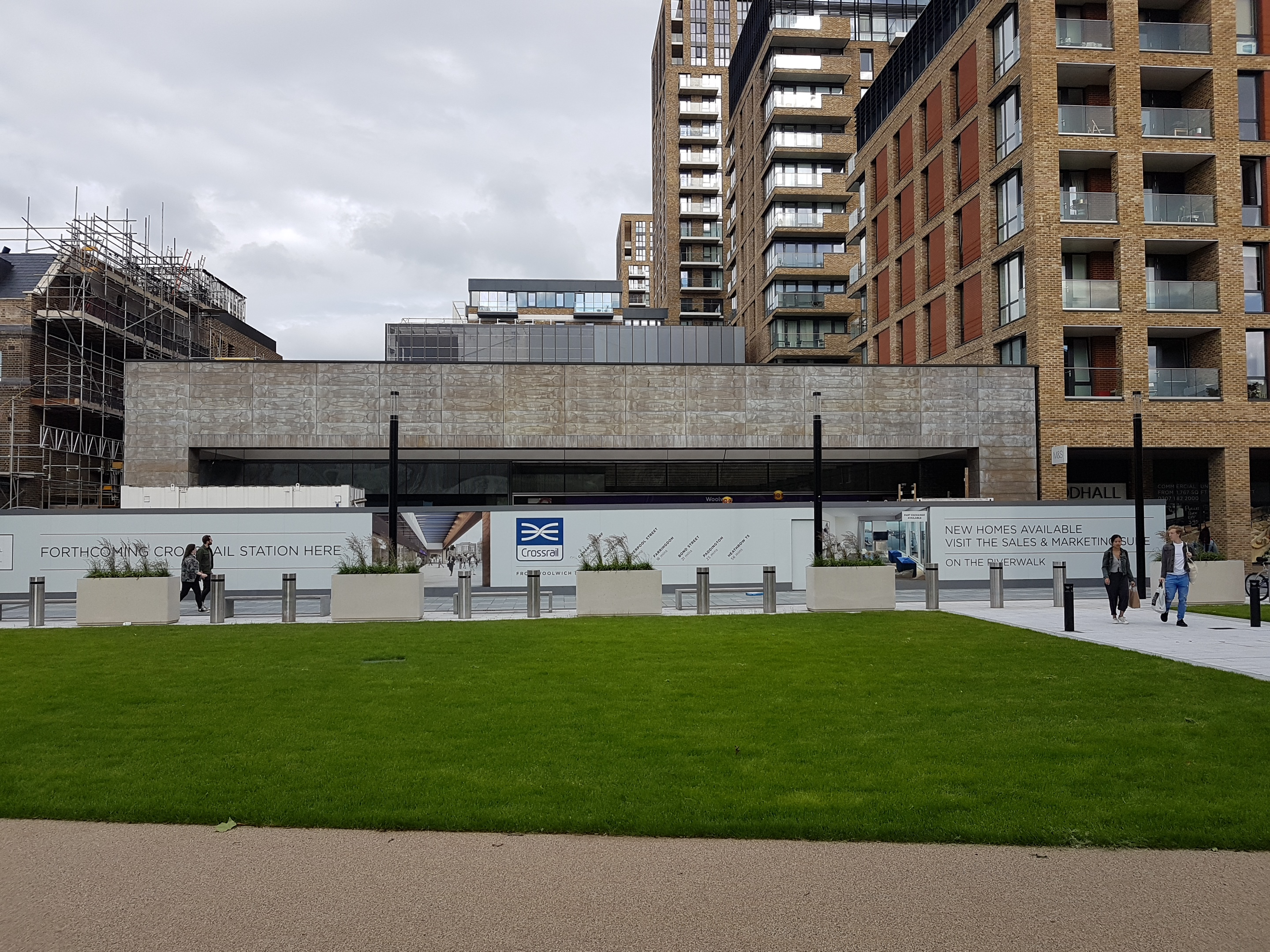
Westelijke stationstoegang, 2019
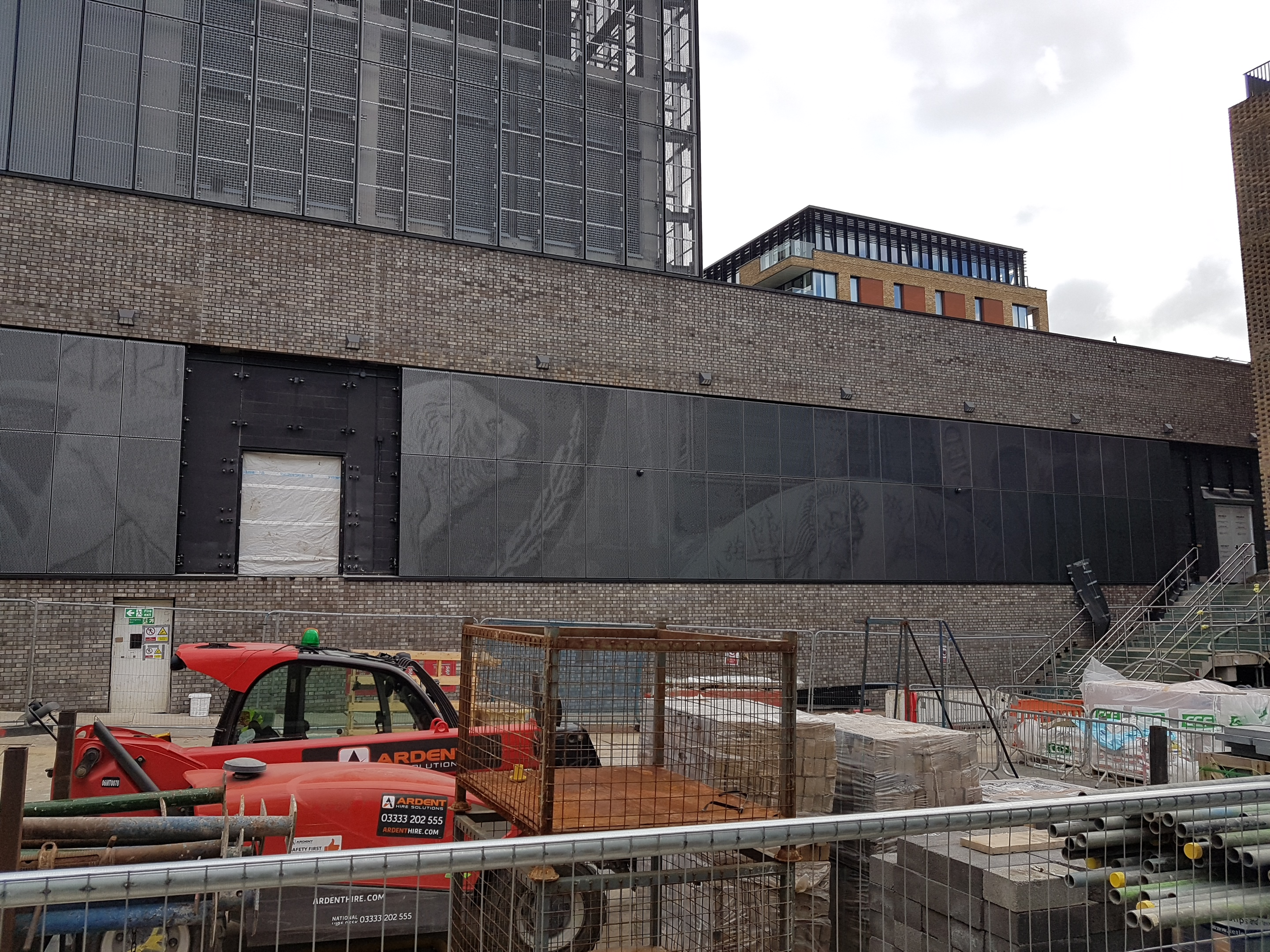
Idem, noordzijde, 2019
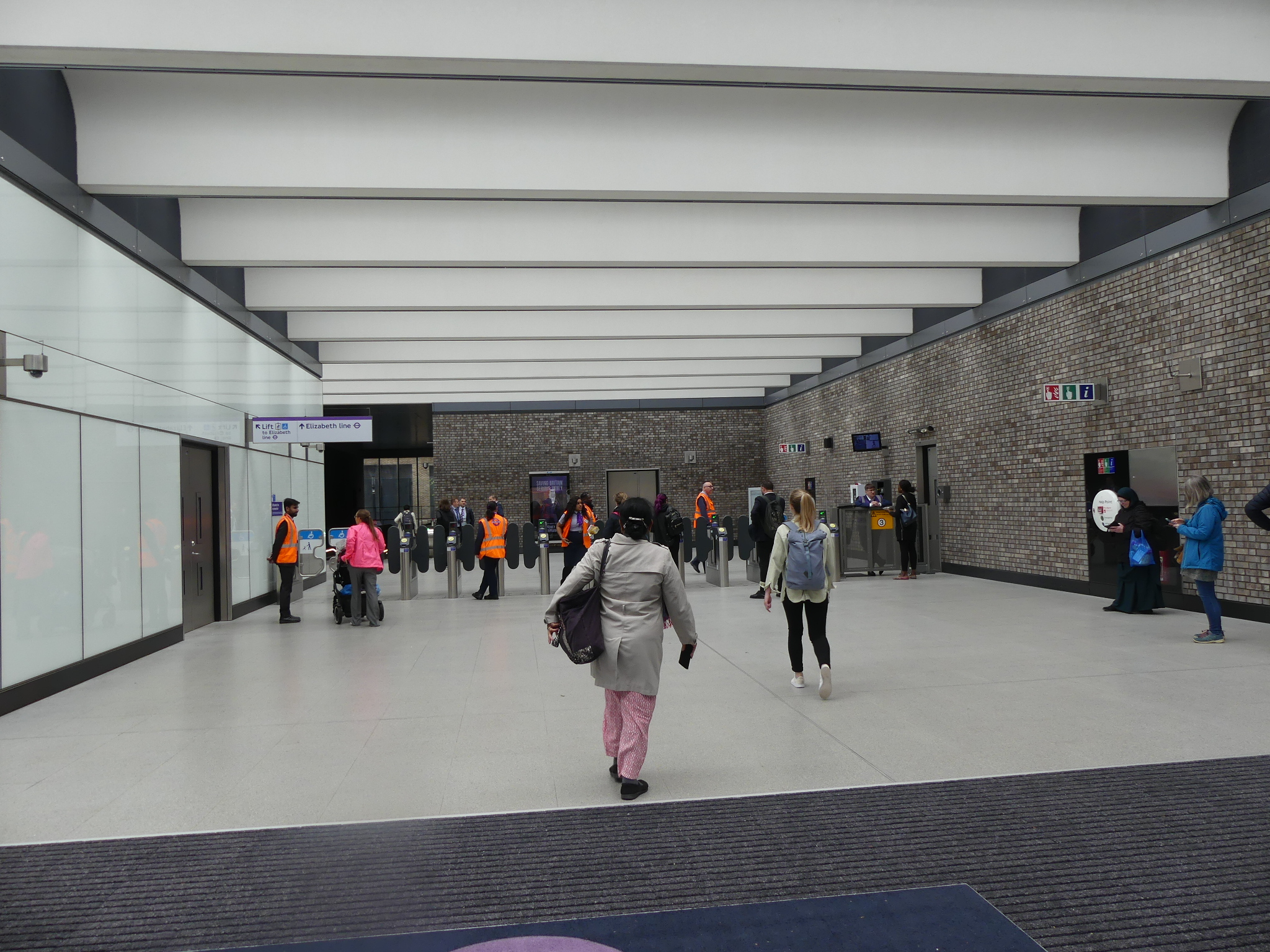
Entreehal, 2022
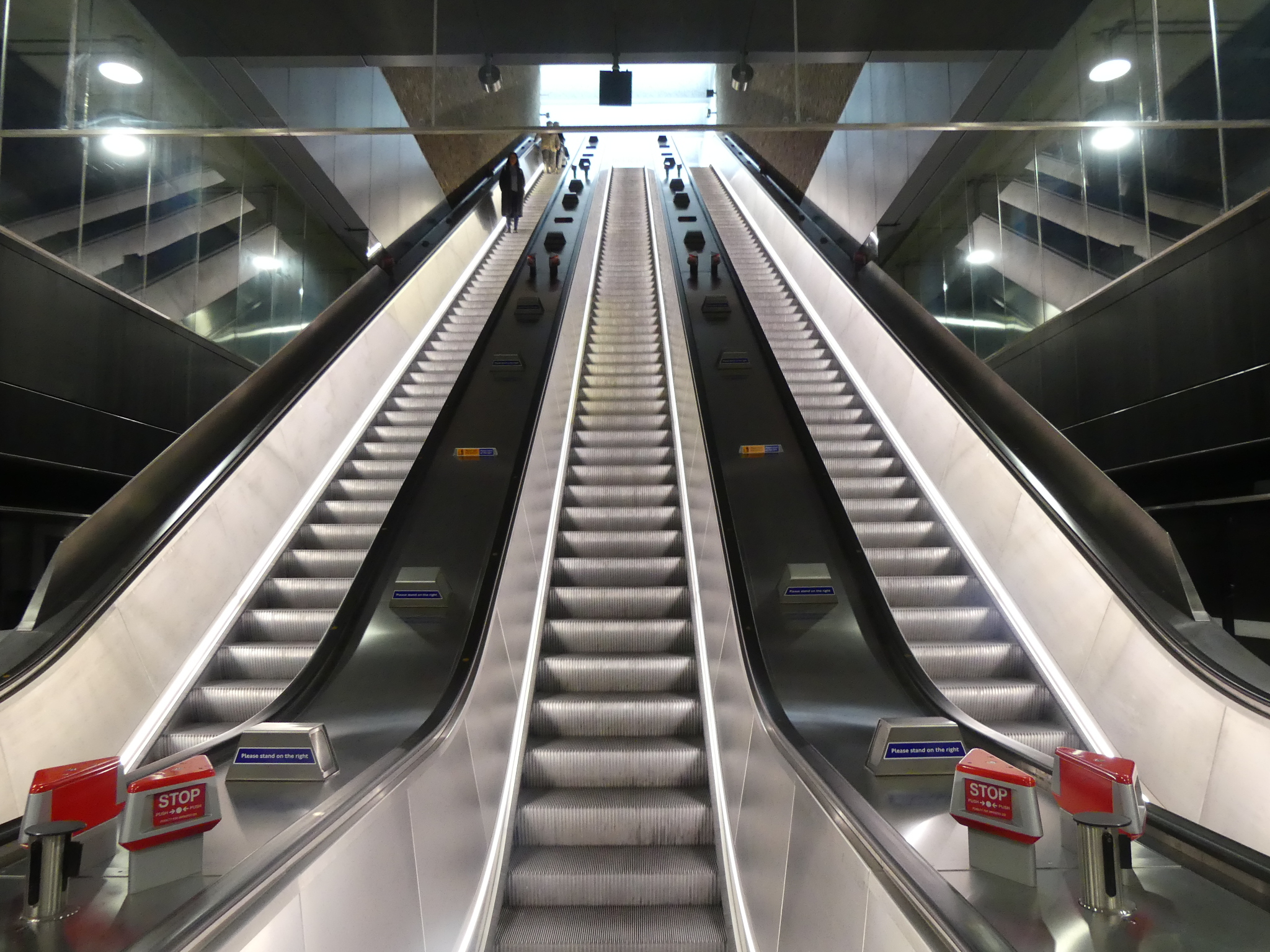
Roltrappen, 2022
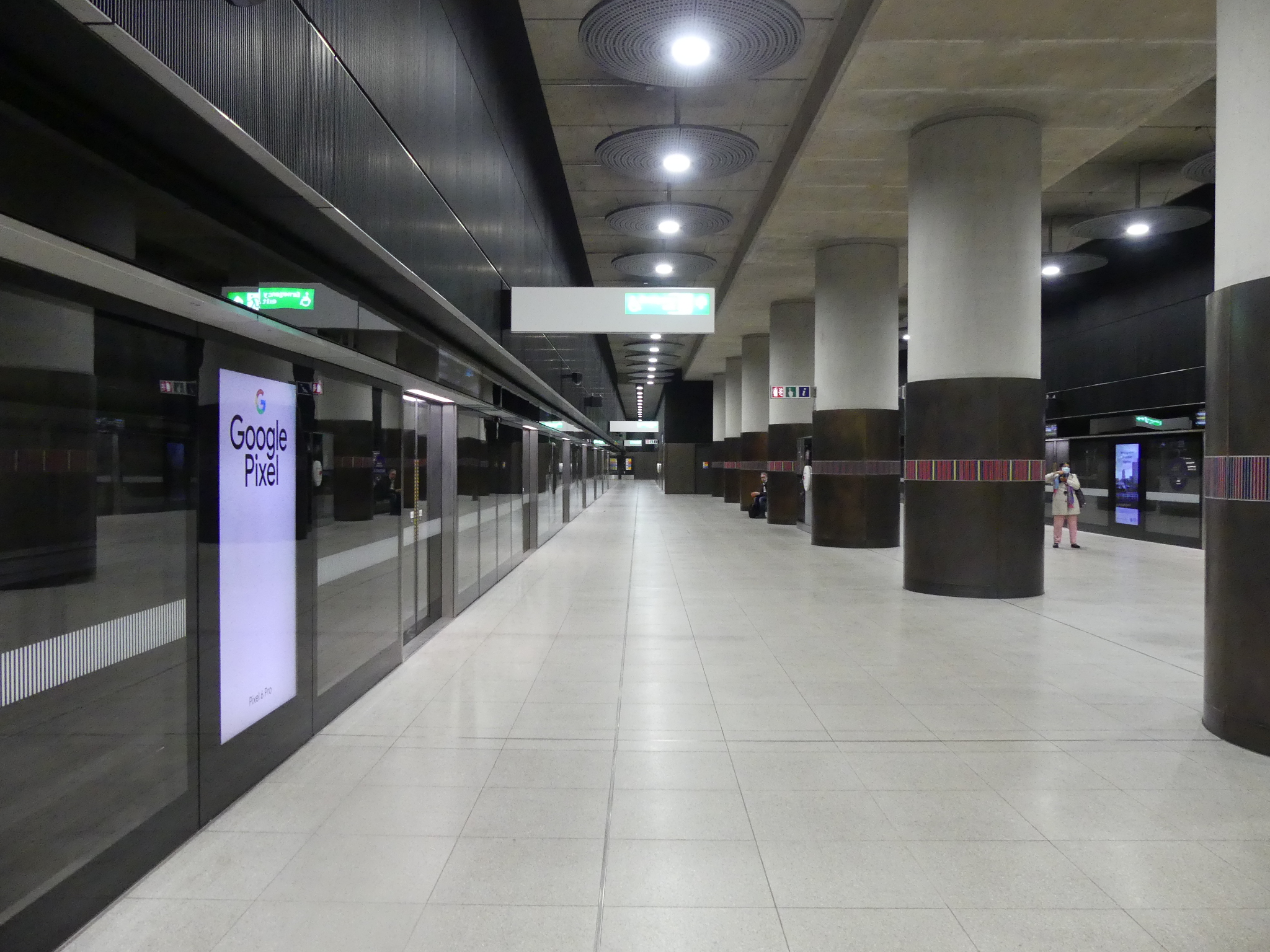
Perron, 2022